# Джон Брукс (арбітр)
Джон Брукс (англ. John Brooks) — футбольний арбітр Прем'єр-ліги з червні 2021 року. До цього Брукс був арбітром Select Group 2 з 2018 року, а до цього він був асистентом арбітра Прем'єр-ліги.

## Суддівська кар'єра
У грудні 2021 року Брукс відсудив свій перший матч Прем'єр-ліги між «Вовками» та «Бернлі» на «Моліньйо».
11 лютого 2023 року Брукс помилково не зарахував гол гравця «Брайтон енд Гоув Альбіон» Первіса Еступіньяна у ворота «Кристал Пелес». Технік, якому було доручено намалювати лінії, не зміг підвести межу до найглибшого захисника «Крістал Пелас» і помилково визначив Джеймса Томкінса як гравця «Кристал Пелас», який знаходився найближче до власних воріт, тоді як насправді це був його партнер по команді Марк Гехі. Після того, як зображення було показано Бруксу, він неправильно оцінив ситуацію і ненавмисно скасував гол «Брайтон енд Гоув». Після інциденту голова PGMOL Говард Вебб скликав екстрену нараду. За результатами засідання Джон Брукс був відсторонений від участі у двох наступних матчах.